# Daemonarch
Dæmonarch — блэк-металический сайд-проект музыкантов португальской готик-метал-группы Moonspell. Музыканты записали один альбом Hermeticum, вышедший в 1998 году на лейбле Century Media Records. Все песни (кроме «Call From The Grave», являющейся кавер-версией песни группы Bathory) написаны на стихи, которые лидер группы Фернандо Рибейро сочинил в возрасте 14-16 лет. После издания Hermeticum сайд-проект был закрыт.

## Дискография
- 1998 — Hermeticum

## Состав
- Фернанду Рибейру — вокал;
- Рикарду Аморим — гитара;
- Педру Пайшан — клавишные;
- Сержиу Крестана — бас-гитара.